# Otoko no sekai
Pour plus de détails, voir Fiche technique et Distribution.
Otoko no sekai (男の世界) est un film japonais réalisé par Yasuharu Hasebe, sorti en 1971. C'est le dernier film produit par la Nikkatsu dans lequel Yūjirō Ishihara apparaît.

## Fiche technique
- Titre original : Otoko no sekai
- Réalisation : Yasuharu Hasebe
- Scénario : Kōichi Saitō et Ryūzō Nakanishi
- Production : Nikkatsu
- Musique : Hajime Kaburagi
- Pays d'origine : Japon
- Genre : Film d'action
- Durée : 82 minutes
- Date de sortie :  Japon : 13 janvier 1971

## Distribution
- Yūjirō Ishihara : Konno
- Joe Shishido : Shigeki
- Tamio Kawachi : Funada
- Ryōhei Uchida : Shiraishi
- Keiko Torii : Nishizaki
- Osami Nabe  : Kitami
- Kenji Sugawara :
- Yuji Odaka :
- Masaya Oki : Ogata
- Hideji Ōtaki : Agawa